# Avui
|  | Aquest article tracta sobre el diari publicat a Barcelona. Vegeu-ne altres significats a «Avui: diari d'avisos i notícies». |

L'Avui va ser un diari d'informació general, catalanista i en llengua catalana, publicat a Barcelona entre el 23 d'abril de 1976 i el 31 de juliol de 2011, moment en el qual es va fusionar amb una altra capçalera: El Punt, que l'havia absorbit, convertint-se en l'actual diari El Punt Avui. Va ser el primer diari publicat en català al Principat des del 1939, gràcies a les gestions que Carles Sentís va fer amb la Dirección General de Prensa, aconseguint els permisos per a la seva sortida.

## Història

### Primers anys
El diari Avui va començar a editar-se el 23 d'abril del 1976 per iniciativa de Jaume Vilalta i Gonzàlez, Josep Maria Puig i Salellas, Josep Espar i Ticó i Enric Cirici, entre d'altres. Era el primer diari en llengua catalana que es publicava a Catalunya des del final de la Guerra Civil el 1939. El seu naixement va tenir èxit gràcies a una campanya de subscripció popular que amb el nom de comptepartícips va agrupar una xifra important de petits accionistes que ajudaren a finançar l'entitat editora Premsa Catalana SA (la qual ja s'havia constituït el 1973). El projecte va ser recolzat també per un nombrós grup d'artistes que van fer donació d'obres per constituir un fons d'art per al nou diari. El gener de 1976 l'administració de l'Estat espanyol va concedir l'autorització i els impulsors van constituir una redacció dirigida per Josep Faulí. El dia de Sant Jordi del 1976 va sortir el primer número del diari Avui.
Malgrat les grans xifres de diaris venuts els primers números, les vendes caigueren molt aviat i es va haver d'engegar una nova campanya anomenada "Salvem l'Avui". Amb el temps, també s'endegaren canvis fonamentals a Premsa Catalana SA, es va modificar l'orientació de la informació publicada i es van modernitzar les tècniques de publicació.
Des dels seus inicis l'Avui va incorporar els valors de la democràcia i el catalanisme. Tot i la seva voluntat expressa de dirigir-se a tots els sectors del catalanisme, els primers anys va ser evident un apropament a la línia política de CDC.
L'Avui va engegar l'edició digital el 1994, i l'1 d'abril del 1995 es va convertir en el primer diari d'Espanya a penjar a Internet els continguts del diari d'una manera íntegra.

### Crisis econòmiques permanents

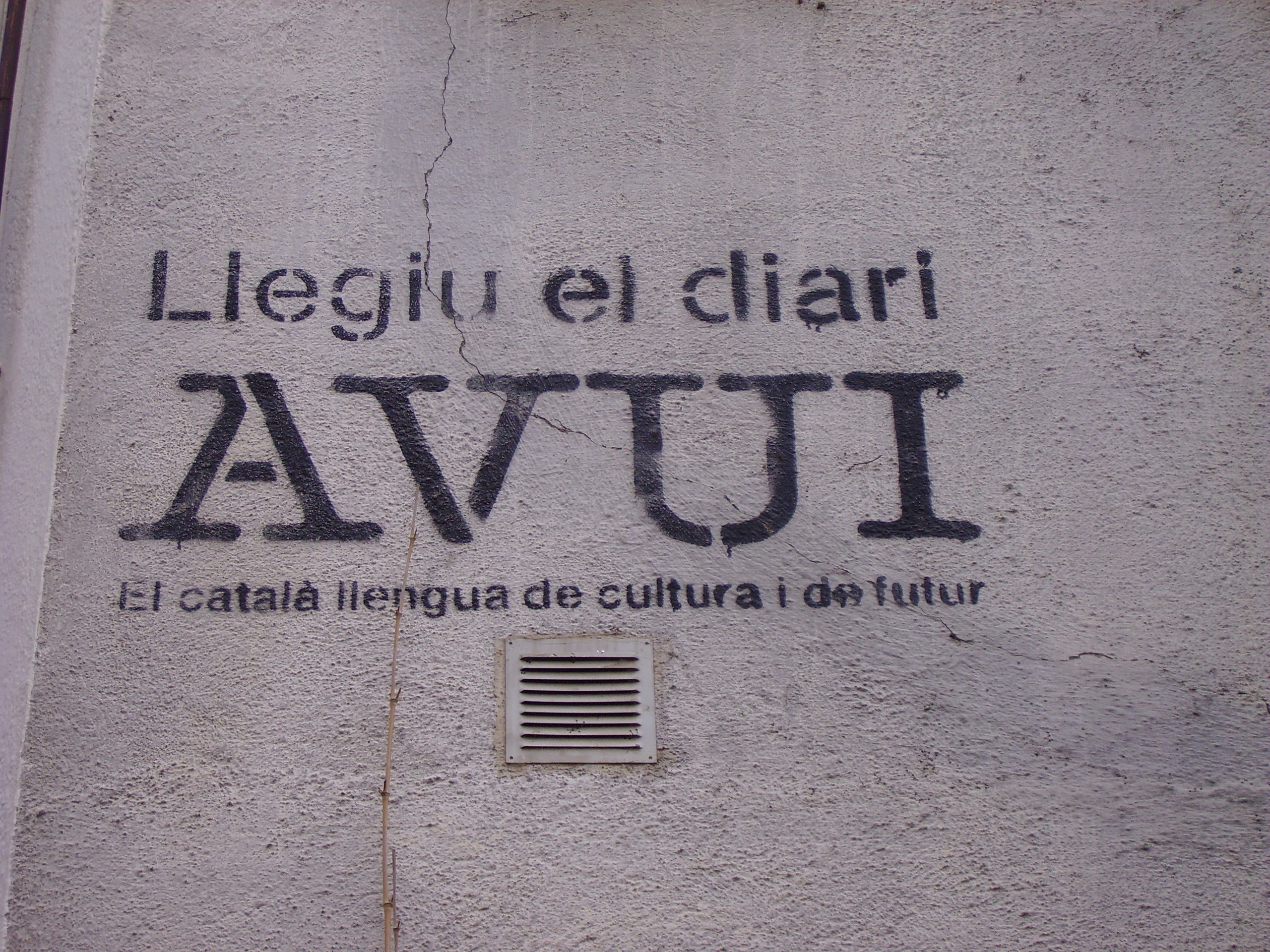
Propaganda "Llegiu el Diari Avui" en una paret

El projecte editorial de l'Avui va estar amenaçat en diverses ocasions per la seva falta de viabilitat econòmica. Les administracions públiques, i singularment la Generalitat de Catalunya, invertiren recursos (subscripcions, subvencions, etc.) al llarg dels anys per a sostenir el diari. Malgrat tot, l'audiència de l'Avui es va ressentir de la competència de mitjans com El Periódico de Catalunya, que des del 1998 va iniciar la seva edició bilingüe, o El Punt, mitjà comarcal independent que va anar guanyant terreny en els últims temps.
En l'última de les crisis del rotatiu català, ocorreguda l'any 2004, l'empresa editora Premsa Catalana SA es va veure obligada a presentar un expedient de fallida. La Generalitat de Catalunya, llavors principal creditora de la companyia, va decidir fer-se càrrec del 20% de les accions del diari (mitjançant l'Institut Català de Finances) i liderar una reordenació accionarial en la qual es van incorporar el Grup Planeta i el Grup Godó (editor de La Vanguardia) com a accionistes de referència (amb un 40% de la propietat cadascun).
El 5 de novembre de 2007, Xavier Bosch prengué possessió del càrrec de director del nou diari en substitució de Vicent Sanchis, i el 7 de novembre Toni Cruanyes va passar a ser el director adjunt. Aleshores, Sanchis fou nomenat president del consell editorial de la nova entitat editora: Corporació Catalana de Comunicació.
L'1 de desembre de 2008, Toni Cruanyes fou nomenat director en funcions del diari a causa de la dimissió de Bosch tot just un any després d'haver-hi arribat. El 3 de juliol de l'any següent, Carles Flo rellevà Cruanyes. Xevi Xirgo i Teixidor era el director quan finalment Hermes Comunicacions (El Punt) va comprar la Corporació el 2009.

### La nova etapa
El 27 de novembre del 2009, l'Avui inicià una nova etapa unint-se a l'empresa editora del diari El Punt (Hermes Comunicacions), que va adquirir el rotatiu nacional catalanista un cop comprades el 100% de les accions de la Corporació Catalana de Comunicació, l'editora de l'Avui des del 2004. Es va formar així el primer gran grup de comunicació escrit en català, que compta amb 54.000 exemplars cada dia al carrer i té més de 600.000 lectors a internet. Finalment, el 31 de juliol de 2011, l'Avui es fusionava amb el diari El Punt per formar el nou diari El Punt Avui.

## Premis i reconeixements
L'any 1979 va guanyar, junt amb el Punt Diari de Girona, el premi de periodisme Ciutat de Barcelona. L'any 2002 va ser guardonat amb el premi Nacional a la Projecció Social de la Llengua Catalana, concedit per la Generalitat de Catalunya, «pels 25 anys continuats i ininterromputs de publicació diària en català en un llenguatge normativament correcte i al mateix temps adequat a tots els sectors i franges d'edat dels lectors de les diferents seccions del diari, com un element imprescindible per a la normalització lingüística de les terres de llengua i cultura catalanes».
L'any 2008 el diari va obtenir el Premi Bones práctiques en Comunicació No Sexista que atorga l'Associació de Dones Periodistes de Catalunya.